# تئاتر میوزیک باکس
تئاتر میوزیک باکس (انگلیسی: Music Box Theatre) یک سالن تئاتر متعلق به سازمان شوبرت در شهر نیویورک، آمریکا است.
این تئاتر که در سال ۱۹۲۱ تأسیس شده در منطقه تئاتر برادوی قرار دارد و دارای ۱٬۰۰۹ نفر ظرفیت است.